# Parnassius ariadne
Parnassius ariadne är en fjärilsart som först beskrevs av Lederer 1853.  Parnassius ariadne ingår i släktet Parnassius och familjen riddarfjärilar. Inga underarter finns listade i Catalogue of Life.

## Bildgalleri

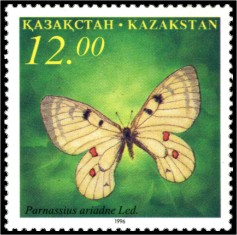